# Angelica Pisilli
Angelica Pisilli (Roma, 1998) es una actriz de teatro y modelo italiana, conocida por interpretar a Nina en la película Without Blood (2024) dirigida por Angelina Jolie.

## Biografía y carrera
Pisilli nació y se crio en Roma de ascendencia italiana y argentina. Estudió actuación en el Teatro Golden Academy en Roma. Pisilli habla italiano, español, inglés y portugués.
Comenzó su carrera en teatro, participando en obras tales como Pene d’amore perdute (2018), Amleto: Uno studio (2019), Umano (2019), Il manifesto (2021), Il Padel Nostro (2023), Un Amleto (2023), In Memoria (2023) y Le Astuzie Femminili (2023). En televisión participó en la serie de televisión Millennials (2023). Ha aparecido en algunos cortometrajes como Pericolo di Arte (2019), Longa est vita si plena est (2019), Aspettando Lennon (2019), Lividi (2019), Ossessione (2020), Naked Soul (2020) y Habitat (2023).
En 2024 se unió al elenco de la cinta Without Blood (2024) dirigida por Angelina Jolie y en la que interpreta a una joven Nina.

## Filmografía

### Teatro
| Año  | Título               | Notas |
| ---- | -------------------- | ----- |
| 2018 | Pene d’amore perdute |       |
| 2019 | Amleto: Uno studio   |       |
| 2019 | Umano                |       |
| 2021 | Il manifesto         |       |
| 2022 | Le Astuzie Femminili |       |
| 2023 | In Memoria           |       |
| 2023 | Un Amleto            |       |
| 2023 | Il Padel Nostro      |       |

### Cine
| Año  | Título        | Papel      | Notas |
| ---- | ------------- | ---------- | ----- |
| 2024 | Without Blood | Nina joven | [ 3 ] |

### Televisión
| Año  | Título      | Papel   | Notas |
| ---- | ----------- | ------- | ----- |
| 2023 | Millennials | Roberta |       |